# Ambrosius Holbein

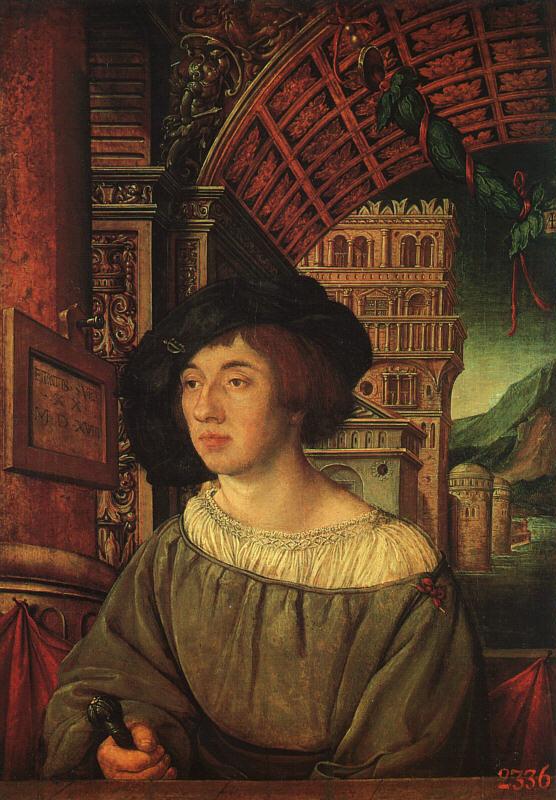
Retrato de hombre joven, 1518. Óleo sobre tabla, 43 x 32 cm; Museo del Hermitage.

Retrato de niño de cabello rubio, 1516, Basilea.

Ambrosius Holbein (Augsburgo, 1494-Basilea, 1519) fue un pintor alemán. Es más conocido por ser hijo de Hans Holbein el Viejo y hermano de Hans Holbein el Joven, ya que su producción propia es pequeña debido a su prematura muerte.

## Biografía
Tanto él como su hermano nacieron en Augsburgo, entonces ciudad libre del Sacro Imperio y uno de los más importantes centros culturales y comerciales de la región. Ambrosius y Hans recibieron las primeras lecciones en el arte de la pintura en el taller paterno, pero también conocimientos de orfebrería, joyería y los secretos de la producción de grabados. Esto era normal para un artista de su época, que debía dominar diversas técnicas y habilidades.
En 1515 se estableció en la ciudad suiza de Stein am Rhein, en el cantón de Schaffhausen, donde ayudó al pintor local Thomas Schmid en la ejecución de las pinturas murales de la sala principal del monasterio de San Jorge. Los dos hermanos Holbein se trasladaron en 1516 a Basilea, donde Ambrosius trabajaba en el estudio de Hans Herbster. En 1517 se inscribió en el Gremio de Pintores de Basilea y, al año siguiente, recibió la ciudadanía.
Los mejores trabajos de este período incluyen Retrato de niño con el pelo rubio y su acompañante Retrato de niño con el pelo castaño, ambas obras se encuentran ahora en el Museo de Arte de Basilea.
Fue uno de los mejores ilustradores de Basilea en su época, y alcanzó una gran maestría en la creación de obras de pequeño formato. Desaparece de los registros en 1519, un año de epidemia con gran mortandad, de la que probablemente cayó víctima.

## Obras destacadas
- Virgen con el Niño, (1514, Basilea, Kunstmuseum)
- Retrato de niño de cabello rubio, (1516, Basilea, Kunstmuseum)
- Retrato de Jörg Schweiger, (1518, Basilea, Kunstmuseum)
- Retrato de hombre joven, (1515, Darmstadt, Museo estatal de Hesse)
- Natividad, (1514, Donaueschingen, Fürstlich Fürstenbergische Gemäldegalerie)
- Natividad, (Múnich, Klerikalseminar Georgianum)
- Muerte de la Virgen, (Múnich, Klerikalseminar Georgianum)
- Retrato de Johannes Xylotectus (Zimmermann), (1520, Núremberg, Germanisches Nationalmuseum)
- Retrato de hombre joven, (1518, San Petersburgo, Museo del Hermitage)
- Retrato de hombre joven, (1518, Washington, National Gallery of Art). Esta obra es a menudo acreditada a su hermano Hans Holbein el Joven.
- Muerte de la Virgen, (Viena, Gemäldegalerie der Akademie der bildenden Künste)